# 정호영 (배구 선수)
정호영(2001년 8월 23일 ~ )은 대한민국의 배구 선수이다. 2020년부터 정관장 레드스파크스 소속 선수이다.

## 선수 시절
진주 선명여자고등학교 출신으로 2019-20 신인 드래프트에서 전체 1순위 지명으로 인삼공사에 입단한다.